# Banc d'Espanya (Reus)
L'Antic Banc d'Espanya, actualment seu del Museu Salvador Vilaseca, és un edifici de planta baixa i tres pisos dissenyat per l'arquitecte Pere Caselles, i protegit com a bé cultural d'interès local, situat al raval de santa Anna, número 59.

## Descripció
És d'estil neoclàssic amb trets eclèctics i conté elements decoratius en pedra referents a la indústria i al comerç. És un edifici cantoner, del que destaca la força de l'angle que doblega la façana al dos carrers, que es troben en un angle agut i que adquireix forma de torre. És de difícil catalogació, com moltes obres de Caselles. Té més interès la façana que les solucions decoratives, compositives i estructurals interiors. La façana principal, la del raval de Santa Anna, s'ordena simètricament al voltant d'un eix central que conté l'únic accés. Tant la col·locació dels buits com la valoració en vertical i horitzontal responen a unes directrius clàssiques amb elements neobarrocs, encara que l'ornamentació pertany a un llenguatge modernista.

## Història
Construït sobre el solar de l'antic Teatre Principal, el 1902 es realitzà el projecte de l'obra, destinada a albergar la sucursal a Reus del Banc d'Espanya, i, entre el 1902 i el 1904, es construeix, tot i que no es realitza totalment el disseny de Pere Caselles, que preveia un pinacle damunt l'angle de la cantonada. Sembla que per qüestions d'estabilitat no es va construir aquell pinacle que incloïa també un rellotge i que havia d'anar al capdamunt de la rotonda que dona a la plaça de Catalunya. Algunes fotografies de l'època el mostren a mig bastir, i després es va desmuntar. Però un document de la casa central del Banc d'Espanya diu que no es va realitzar aquest afegit per raons pressupostàries.
Un parell d'anys després de la inauguració, Gras i Elies va descriure les obres d'edificació: "Al abrirse los cimientos se hallaron las antiguas murallas que circundaban la villa, de un espesor de dos metros. La primera piedra está colocada en la proyección de la torre y á 5 metros de profundidad". Després definia la casa: "Se compone este hermoso edificio de sótanos, de planta baja y tres pisos. En la planta baja hay establecidas las dependencias y en los otros pisos hay las habitaciones de los empleados. Gran parte de la fachada es de sillería y en ella campea el estilo renacimiento alemán, que es el que mejor corresponde á esta clase de edificios. En el proyecto figuraba una torre en el ángulo de la fachada, [con una altura] total de 30 metros; pero el centro á que pertenece la Sucursal, por vía de economía mandó suprimirla".
El 1953 es van realitzar obres de reforma d'estructures i decoració interior. En el 1978 van tancar les oficines del banc i l'any següent l'edifici va ser donat a la ciutat. L'Ajuntament de Reus hi instal·là després el Museu d'Arqueologia Salvador Vilaseca, inaugurat el 1984 i anomenat així perquè conté la col·lecció arqueològica del doctor Vilaseca. Al soterrani de l'edifici, a més de la cambra cuirassada i la caixa forta originals, hi ha actualment la reserva d'arqueologia; a la planta baixa, les sales d'exposicions temporals; al primer pis, la mostra permanent i els tallers d'arqueologia; al segon, els despatxos de gerència, administració i conservació, així com la biblioteca i l'arxiu documental, i al tercer, el laboratori de restauració, el taller de minerals i diversos àmbits de reserva.